# تیری، زنگلان
تیری (به لاتین: Tiri) یک منطقهٔ مسکونی در جمهوری آرتساخ است که در استان کاشاتاق واقع شده‌است.